# یواس‌اس توسی (دی‌دی-۲۸۲)
یواس‌اس توسی (دی‌دی-۲۸۲) (به انگلیسی: USS Toucey (DD-282)) یک کشتی بود که طول آن ۳۱۴ فوت ۴ ۱⁄۲ اینچ (۹۵٫۸ متر) بود. این کشتی در سال ۱۹۱۹ ساخته شد.